# 学校法人静岡精華学園
学校法人静岡精華学園（がっこうほうじん しずおかせいかがくえん）は、静岡県静岡市の学校法人。校訓は「時代に即応する新しい人材の育成」。

## 概要
静岡福祉大学、同短期大学部、静岡大成中学校・高等学校を運営。
広域通信制の精華学園高等学校や京都精華中学校・高等学校は別法人である。

## 沿革
- 1903年 杉原正市によって静岡精華女学校開校
- 1917年 静岡精華高等女学校に改称
- 1947年 静岡精華中学校を併設
- 1948年 静岡精華高等学校に改称
- 1955年 静岡精華幼稚園を開園
- 1990年 静岡精華幼稚園を新築移転
- 1992年 静岡精華短期大学を開学
- 2003年 静岡精華短期大学を静岡福祉情報短期大学に校名変更
- 2004年 静岡福祉大学を開学、静岡福祉情報短期大学を静岡福祉大学短期大学部に名称変更
- 2010年 静岡福祉大学短期大学部を廃止
- 2012年 静岡大成中学校校舎完成
- 2015年 静岡福祉大学に子ども学部を設置

## 理事長
- 杉原桂子（第8代・令和3年就任）